# Espigueiro galego

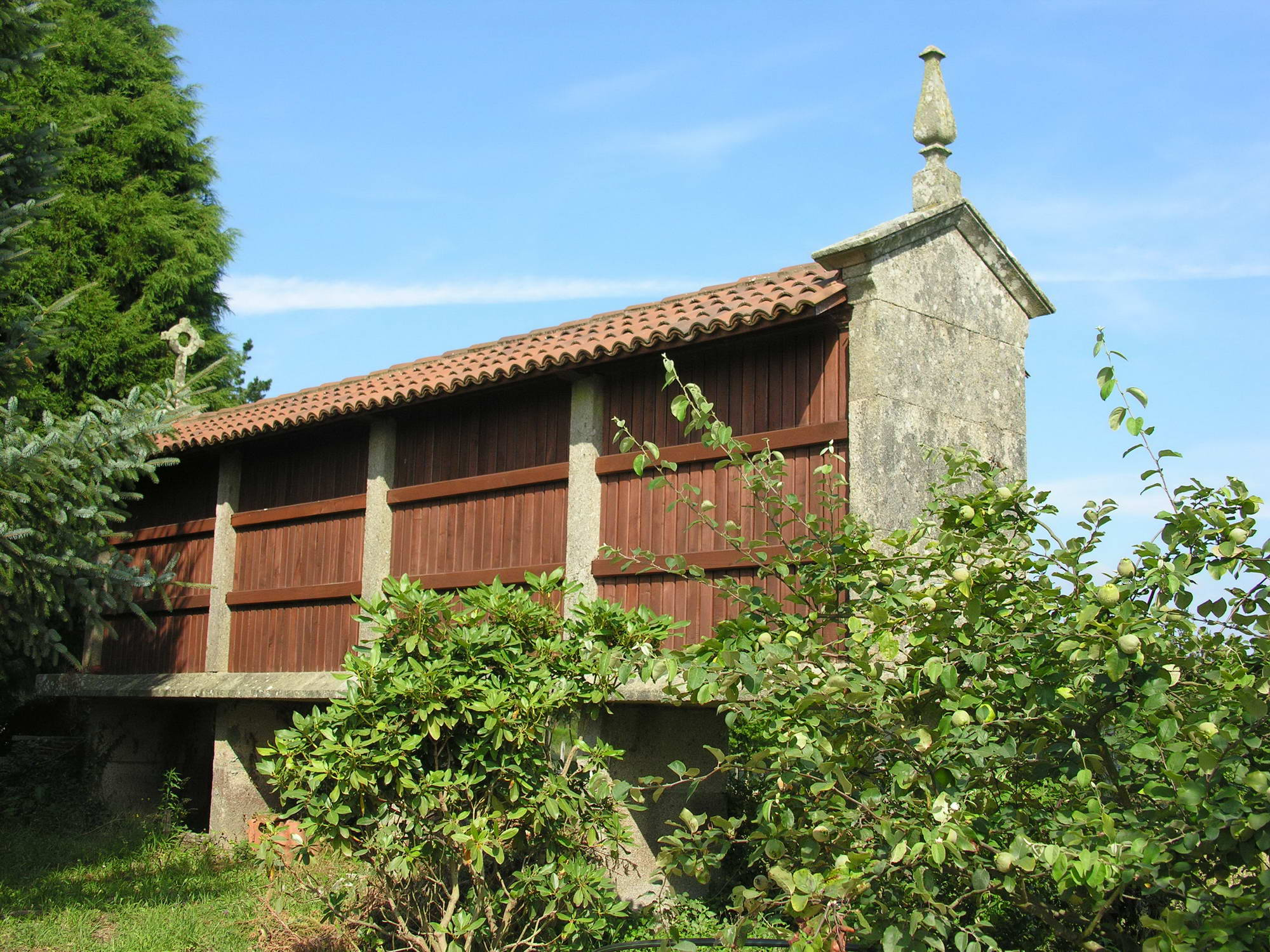
Espigueiro misto sobre cepas de alvenaria em Oroso.

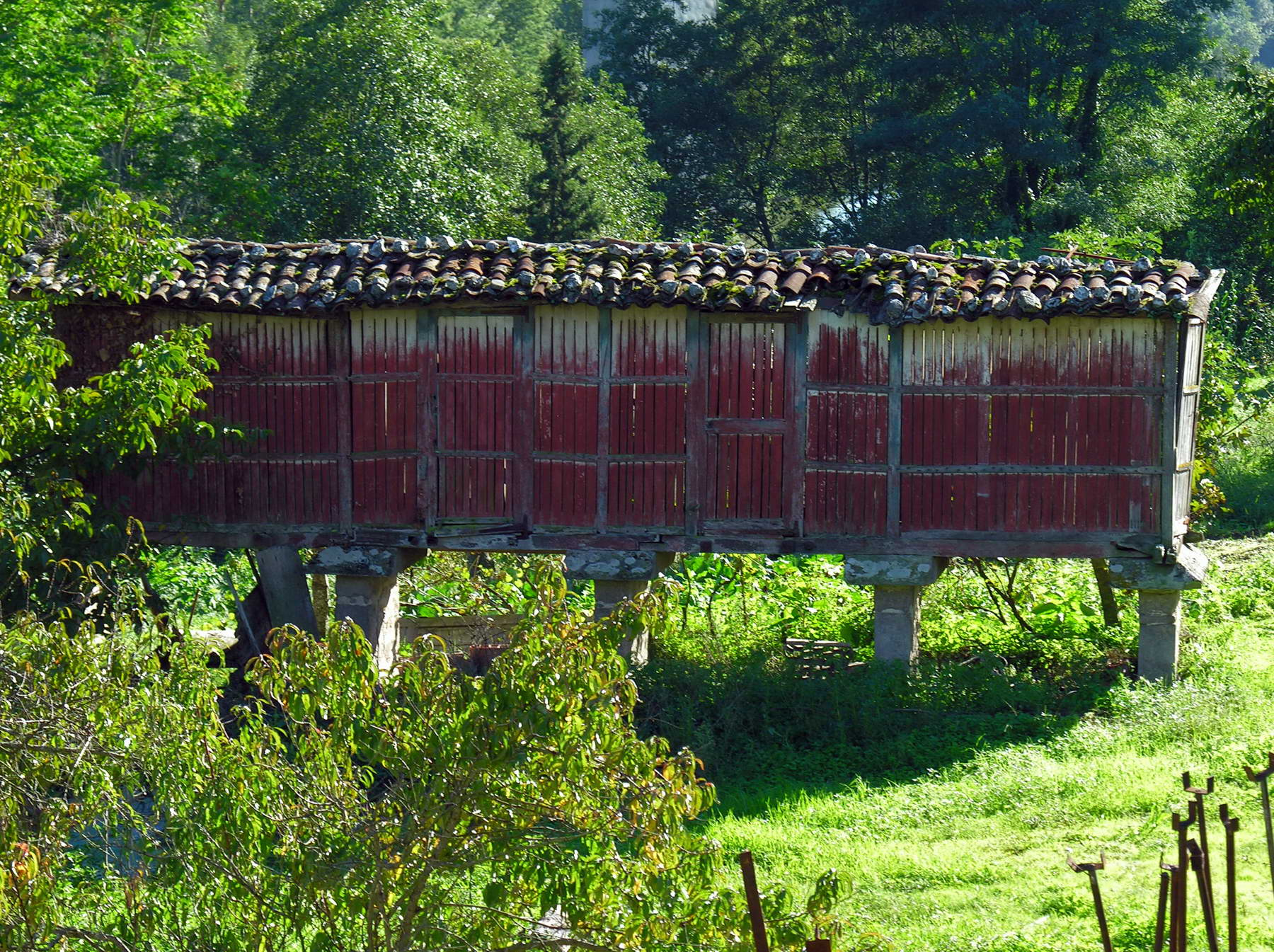
Espigueiro de madeira sobre cepas de alvenaria em Vedra.

O espigueiro galego é um edifício de uso agrícola destinado a secar, curar e guardar o milho antes de debulhá-lo e moê-lo. Consiste de uma câmara de armazenagem oblonga, estreita e permeável à passagem do ar, separada do chão para evitar a entrada de humidade e animais. 
Na Galícia convivem três tipologias básicas de espigueiro: o tipo galego (também chamado "galego-português"), o tipo asturiano e o espigueiro "de corres". No nordeste da Galícia e no ocidente da Astúria é fácil encontrar espigueiros do tipo galego e do tipo asturiano no mesmo lugar, ainda que com diferente denominação.

## Partes componentes
O espigueiro do tipo galego-português compõe-se, basicamente, de uma base, uma câmara, um meio de acesso e uns elementos ornamentais e simbólicos. A base tem como finalidade afastar a câmara do chão. A câmara, por sua vez, deve pôr o grão em contato com o ar evitando que se molhe. O acesso faz-se através de uma escada móvel ou fixa. Os ornamentos representam o poderio da casa e invocam a proteção da divindade. Para a sua resolução emprega-se múltiplas soluções arquitetônicas que variam com as características climatológicas e edafológicas do lugar, com as necessidades da casa e com o peculiar jeito de fazer de cada mestre de obras.

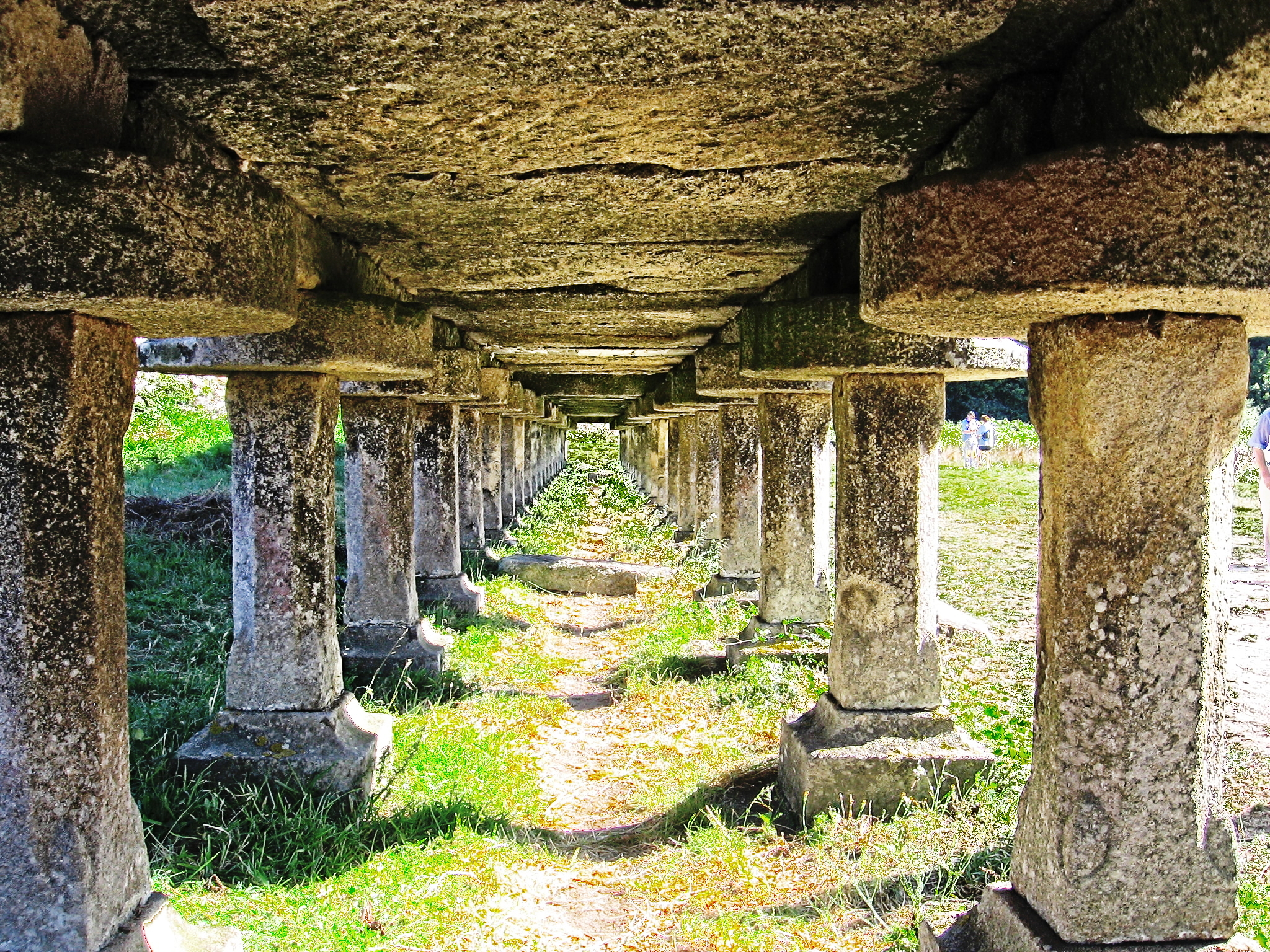
Sistema arquitravado no espigueiro de Carnota.

## Galeria de imagens

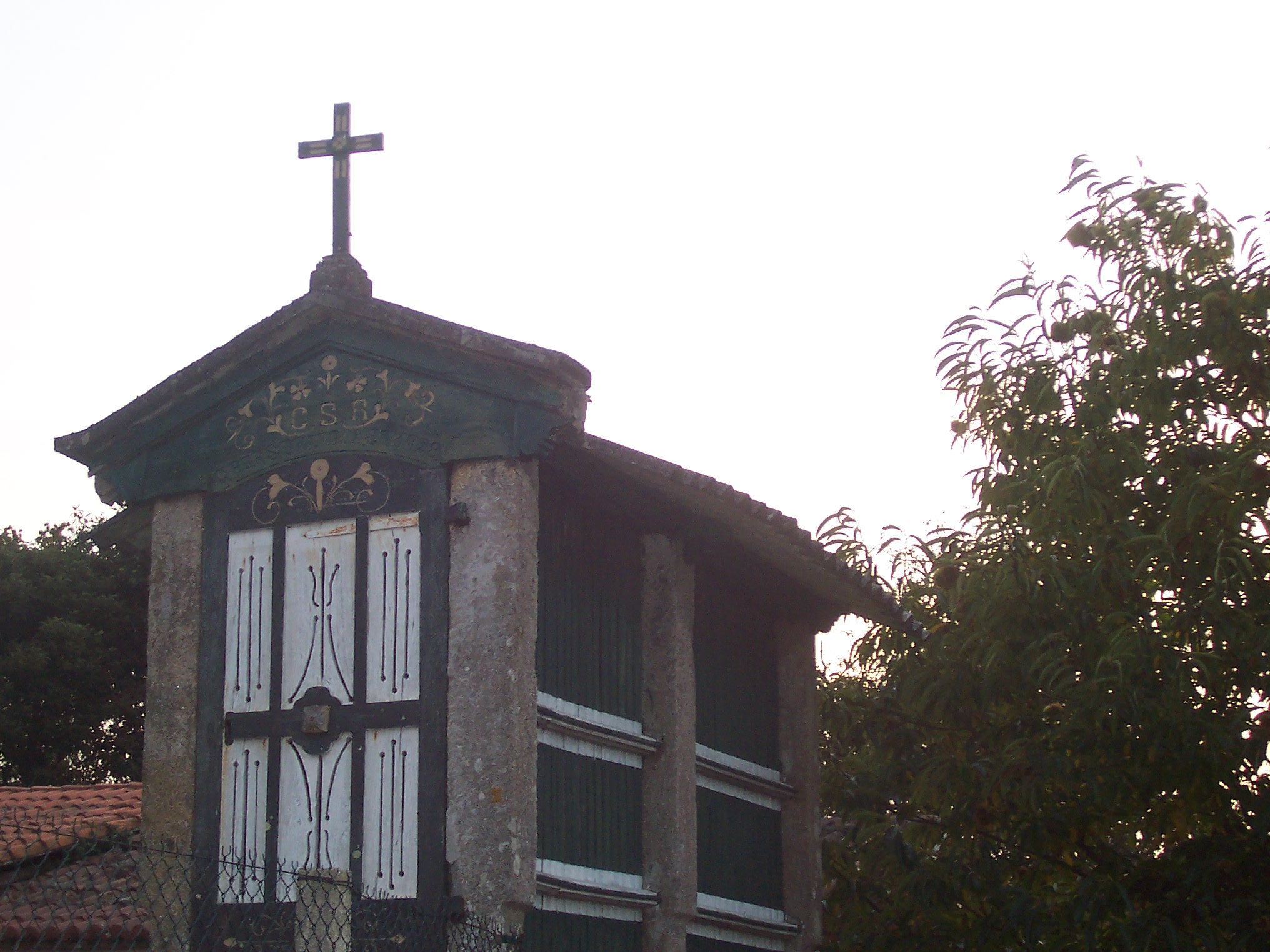
Espigueiro decorado em Ames.
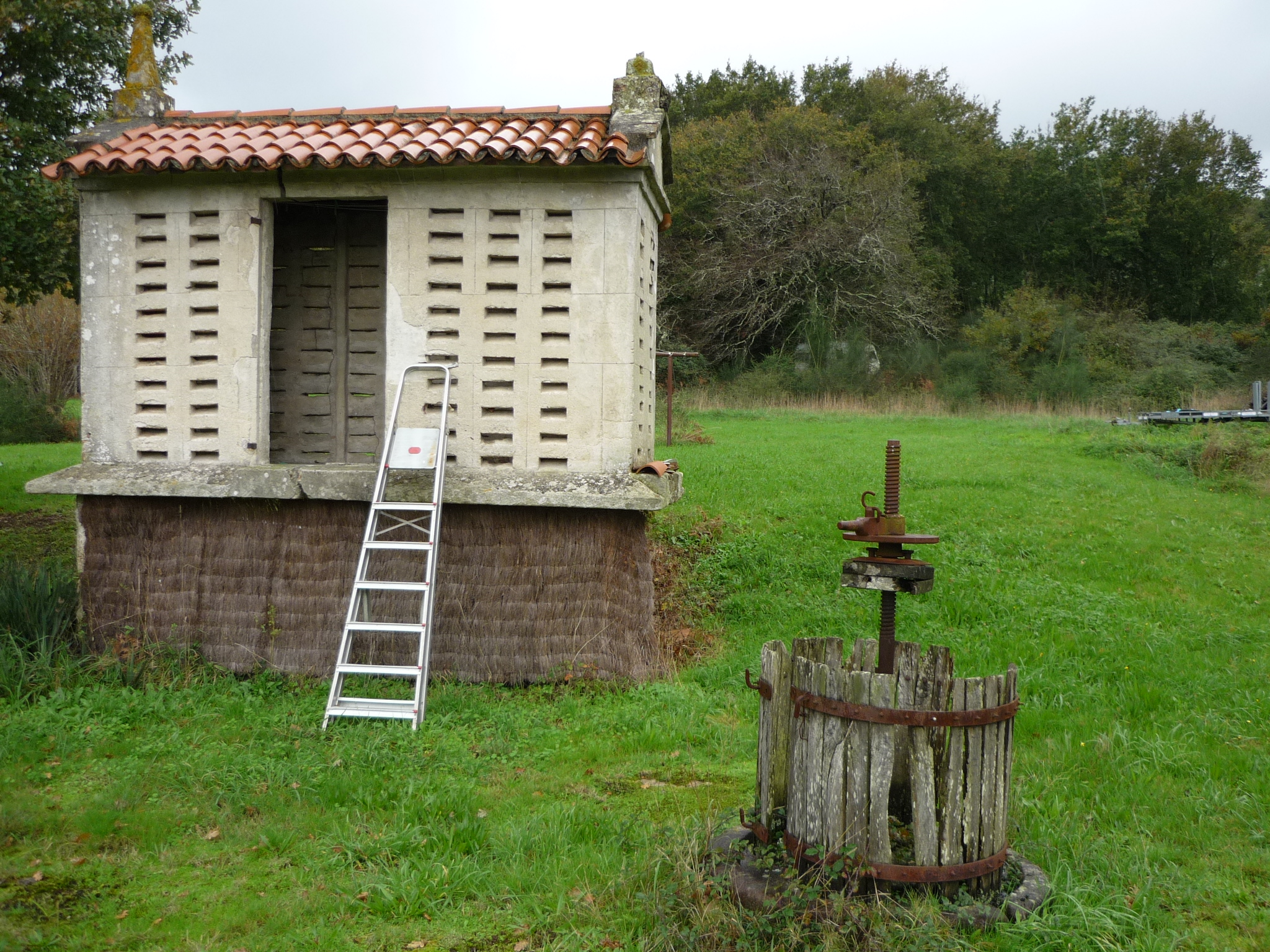
Espigueiro tijolos em Dodro.
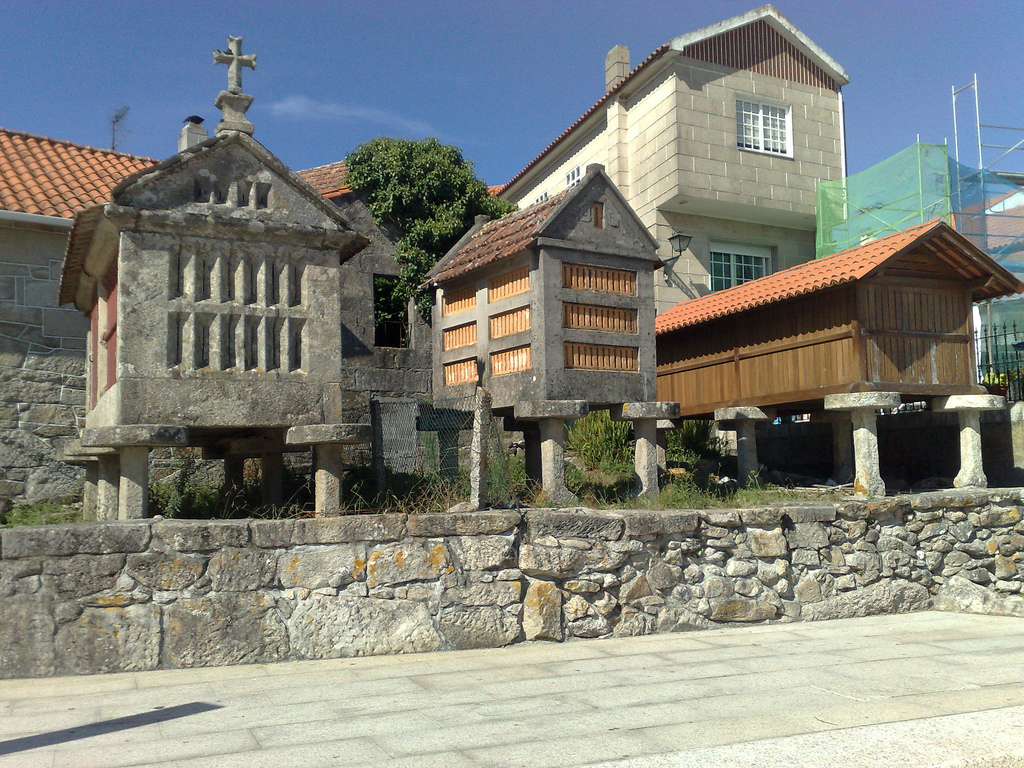
Conjunto de espigueiros em Combarro.
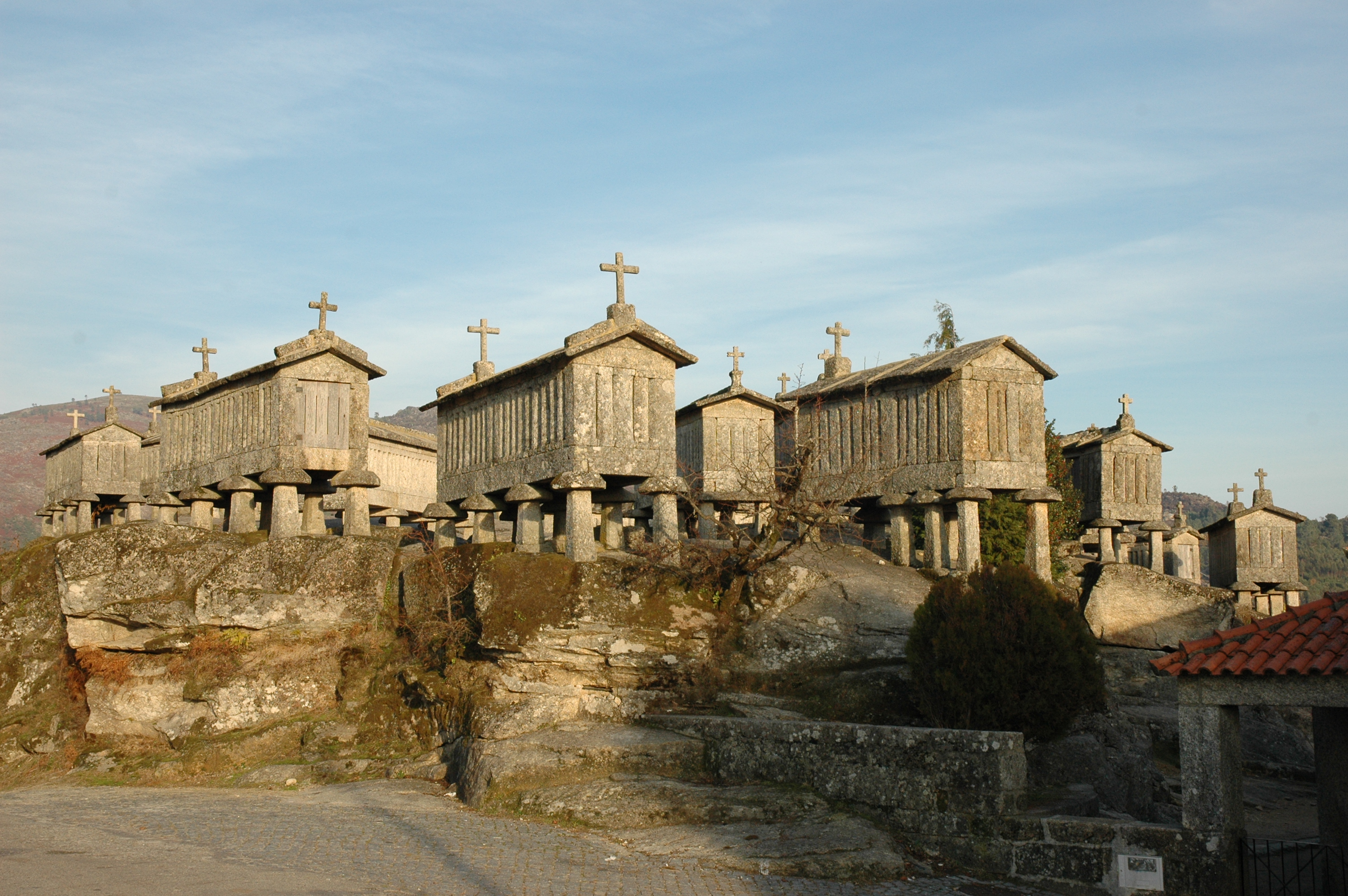
Espigueiros de pedra no Soajo português.
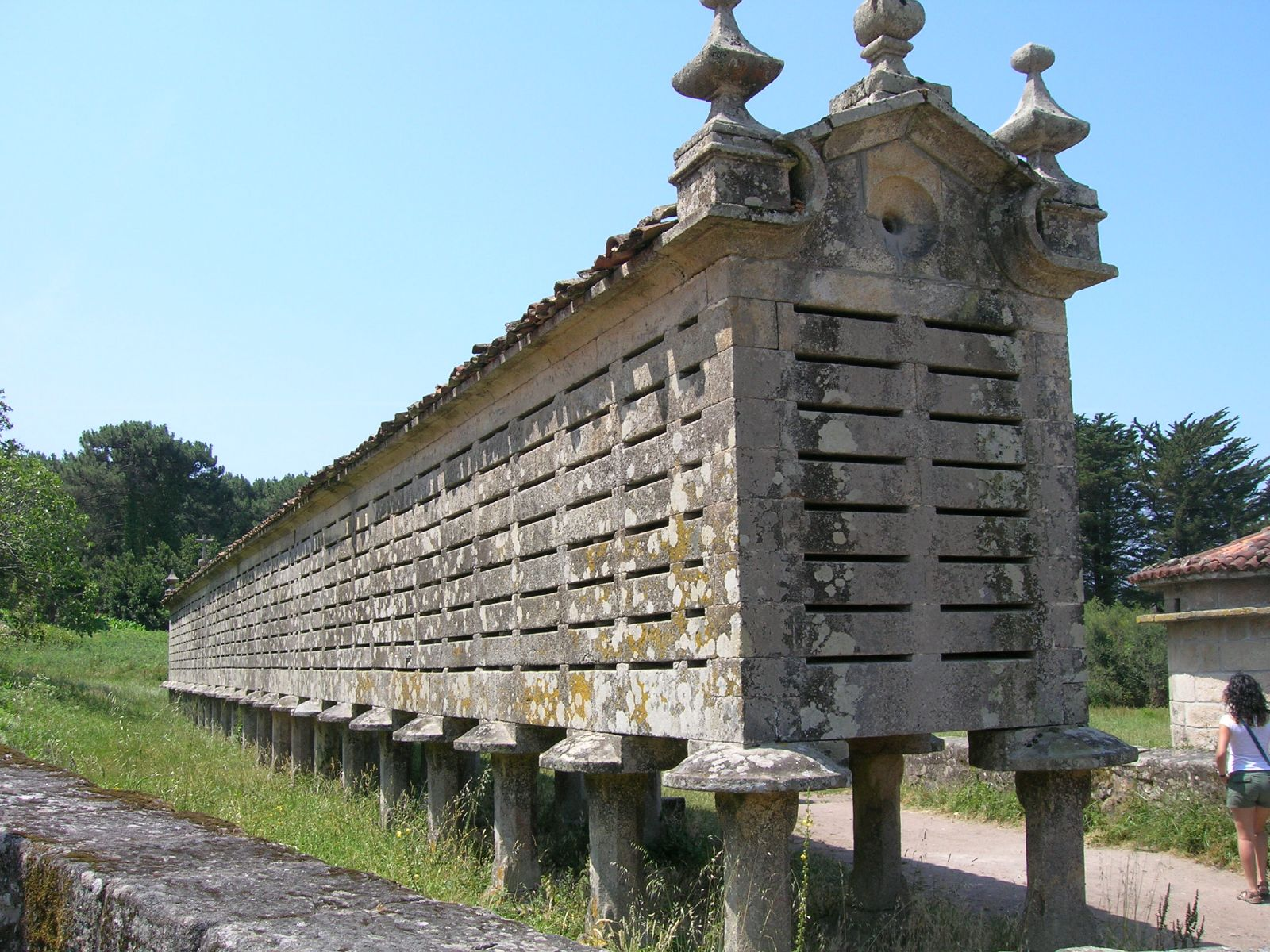
Espigueiro de alvenaria sobre esteios em Carnota.
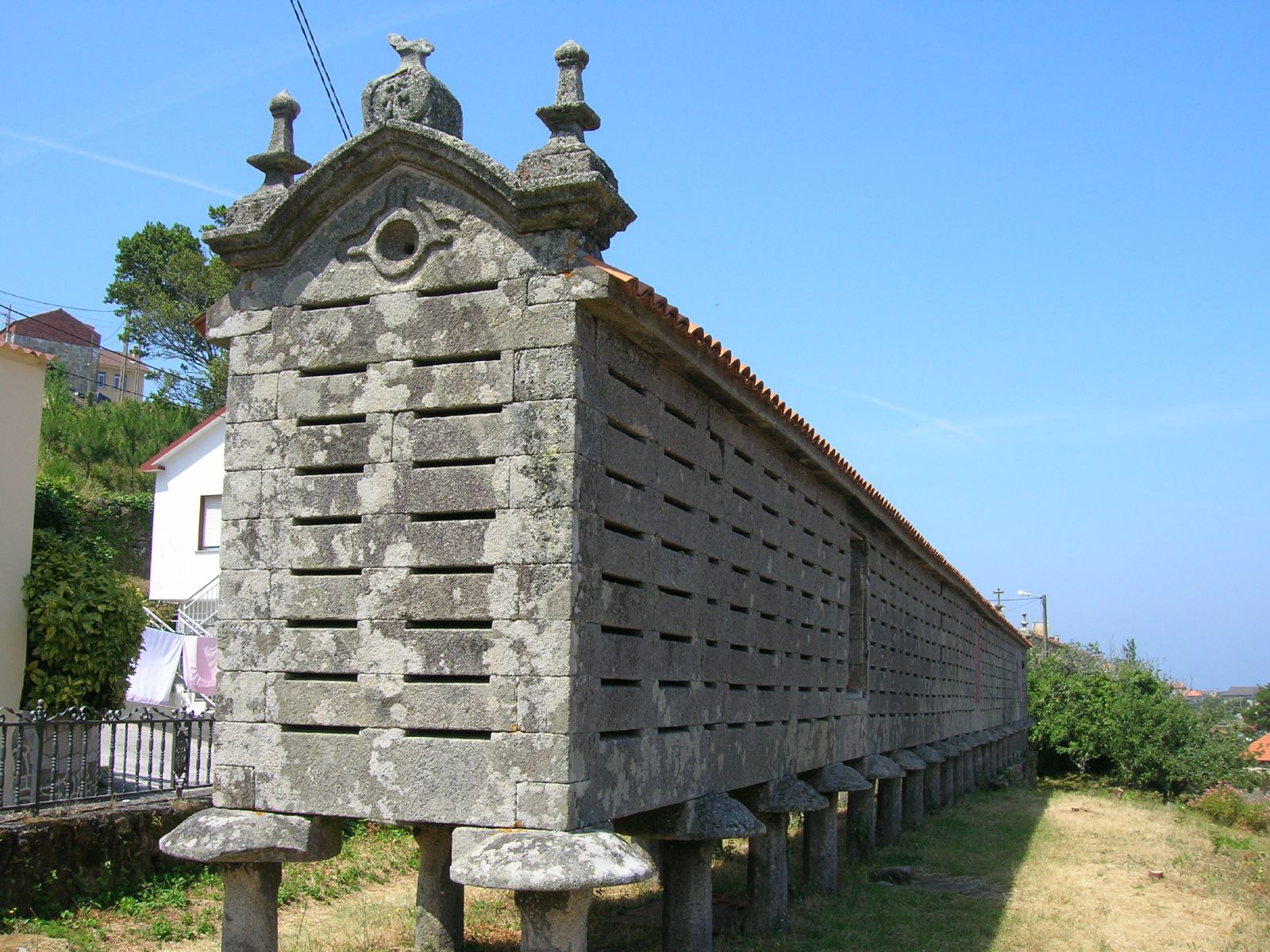
Espigueiro de alvenaria sobre esteios e laje em Lira.
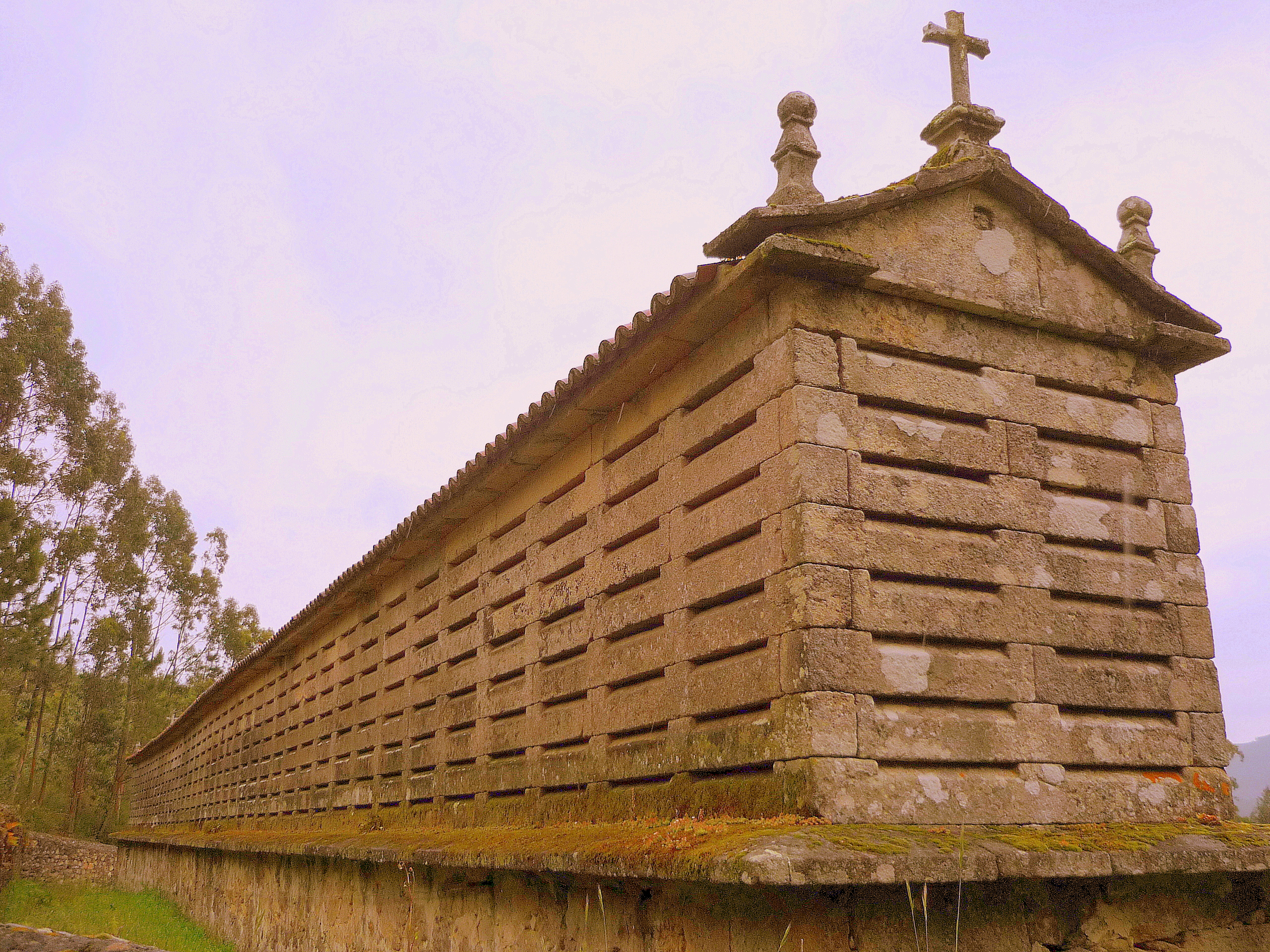
Espigueiro de alvenaria sobre celeiro em Rianxo.